# Heirate mich, Chéri
Heirate mich, Chéri ist ein österreichisch-deutscher Spielfilm aus dem Jahre 1964 von Axel von Ambesser mit Letitia Roman und Paul Hubschmid in den Hauptrollen. Der Film basiert auf Gábor von Vaszarys gleichnamigen Roman.

## Handlung
Der schüchterne Rechtsanwalt und Junggeselle Dr. Georg Schönberger lernt ein einfaches und scheinbar auch ein wenig naives Mädchen kennen, in das er sich Hals über Kopf verliebt. Sein bester Freund, der Frauenheld und Charmeur Andreas Gallhofer meint jedoch, dass ihre mutmaßliche Unschuld eine besonders raffinierte Methode sei, sich einen Mann zu angeln. Andreas versucht mit allen Mitteln, die beiden Verlobten wieder auseinanderzubringen und hält für seinen Freund Georg auch schon eine Alternative parat in Gestalt der erfahrenen und  mondänen  Marianne. Auf Betreiben von Andreas gehen Georg und Marianne auf gemeinsame Kennenlern- und Liebesreise in den sonnigen Süden.
Erbost über seine Einmischung, stellt Christine Andreas zur Rede. Dieser muss schon recht bald seine vorgefasste Einstellung Christine gegenüber revidieren, da sie doch ganz anders ist, als er zunächst vermutet hatte. Nach zahlreichen Missverständnissen und Verwicklungen treffen schließlich die beiden Paare wider Willen aufeinander und beschließen, es so zu belassen wie es ist: Georg und seine sinnenfrohe Marianne werden nun endgültig ein Paar, und auch die schüchterne Christine und ihr gezähmter Andreas haben sich ineinander verliebt, so dass einer Eheschließung bald nichts mehr im Wege steht.

## Produktionsnotizen
Heirate mich, Chéri entstand in der zweiten Jahreshälfte 1964 in Wien, Venedig und St. Wolfgang im Salzkammergut. Der Film passierte am 8. Dezember 1964 die FSK-Prüfung und wurde am 23. Dezember 1964 uraufgeführt.
Karl Schwetter hatte die Produktionsleitung. Fritz Jüptner-Jonstorff entwarf die Filmbauten, Paul Seltenhammer die Kostüme. Kameramann Kurt Junek arbeitete Chefkameramann Friedl Behn-Grund zu.

## Kritik
Paimann’s Filmlisten resümierte: „Dieses kleine, in Wien angesiedelte Sujet ist publikumswirksam mit Niveau aufbereitet; von einem auch einen gelungenen Kommentar sprechenden Regisseur, mit wohlgelaunten Darstellern, in Wien, Venedig und St. Wolfgang (Außenaufnahmen) und netten Interieurs spielend. (…) Wirkung: recht unterhaltend.“

„Frivoles Lustspiel, zwar routiniert inszeniert, aber ohne Witz und Charme. Zweideutige Anspielungen sollen dem Film einen gewissen Pfiff verleihen, wirken aber nur abgestanden und peinlich.“